# 短柱茴芹
短柱茴芹（学名：Pimpinella brachystyla）是伞形科茴芹属的植物。分布在中国大陆的内蒙古、河北、甘肃、山西等地，生长于海拔500米至2,000米的地区，一般生长在潮湿谷地、沟边或坡地上，目前尚未由人工引种栽培。